# Percy Courtman
Percy Courtman (14 de maio de 1888 - 2 de junho de 1917) foi um nadador de peito, da Inglaterra, de Chorlton-cum-Hardy (uma área suburbana da cidade de Manchester), em Lancashire. Ele competiu nos Jogos Olímpicos de 1908 e nos Jogos Olímpicos de 1912.
Nas Olimpíadas de 1908, ele competiu nos 200 metros nado peito, mas ficou em segundo lugar e não conseguiu vaga para a próxima competição.
Em 1912, ele competiu nos 400 metros nado peito e ganhou uma medalha de bronze. Ele também competiu nos 200 metros nado peito, mas conseguiu o quarto lugar.
Ele morreu durante a Primeira Guerra Mundial, na França.